# Grizelda Kristiņa
Grizelda Kristiņa, född 19 mars 1910, död 2 juni 2013, var den sista kända personen med liviska språket som modersmål. En annan person som har (felaktigt) kallats för liviska språkets sista modersmåltalare är Viktors Bertholds som avled år 2009. Bertholds och Grizelda var besläktade med varandra.
Grizelda föddes i Vaide men år 1944 blev familjen flyktingar och flyttade till Kanada år 1951.
Sedan 2010 har  varit den sista kända personen med liviska som modersmål. De sista årtionden av sitt liv bodde Grizelda nära Toronto, i Ontario. Hon hjälpte till att bevara så mycket material om liviska som möjligt bl.a. genom inspelningar. Ytterligare skrev hon poesi på liviska.
Tack vare liviska språkets revitalisering finns det dock personer som har behärskat språket också efter Grizelda bortgång. Det uppskattas att finnas cirka 15 av sådana personer.